# Trichilieae
Trichilieae, je tribus u potporodici jasenjačevki (Meliaceae). dio potporodice Melioideae. Sastoji se od 34 roda, tipični je Trichilia iz tropske Amerike (oko 90 vrsta), tropske Afrike i Madagaskara (oko 20) i tropske Azije (2).

## Rodovi
1. Lepidotrichilia (Harms) J.-F. Leroy (4 spp.)
2. Astrotrichilia (Harms) J.-F. Leroy ex T. D. Penn. & Styles (13 spp.)
3. Munronia Wight (7 spp.)
4. Cipadessa Blume (1 sp.)
5. Pseudoclausena T. P. Clark (1 sp.)
6. Nymania Lindb. (1 sp.)
7. Naregamia Wight & Arn. (2 spp.)
8. Calodecaryia J.-F. Leroy (2 spp.)
9. Turraea L. (65 spp.)
10. Humbertioturraea J.-F. Leroy (7 spp.)
11. Malleastrum (Baill.) J.-F. Leroy (25 spp.)
12. Pterorhachis Harms (2 spp.)
13. Trichilia P. Browne (114 spp.)
14. Didymocheton Blume (43 spp.)
15. Cabralea A. Juss. (1 sp.)
16. Aglaia Lour. (127 spp.)
17. Aphanamixis Pierre (3 spp.)
18. Lansium Corrêa (3 spp.)
19. Reinwardtiodendron Koord. (6 spp.)
20. Sphaerosacme Wall. ex Royle (1 sp.)
21. Epicharis Blume (7 spp.)
22. Dysoxylum Blume (39 spp.)
23. Pseudocarapa Hemsl. (5 spp.)
24. Goniocheton Blume (4 spp.)
25. Guarea L. (74 spp.)
26. Heckeldora Pierre (7 spp.)
27. Leplaea Vermoesen (7 spp.)
28. Neoguarea (Harms) E. J. M. Koenen & J. J. De Wild. (1 sp.)
29. Ruagea H. Karst. (11 spp.)
30. Turraeanthus Baill. (3 spp.)
31. Chisocheton Blume (51 spp.)
32. Prasoxylon M. Roem. (7 spp.)
33. Anthocarapa Pierre (1 sp.)
34. Synoum A. Juss. (1 sp.)
35. Pseudobersama Verdc.